# Georg Schmidt
Georg Julius Schmidt, född 25 april 1908, död 14 januari 1978 i Wildpark West i Brandenburg, var en tysk författare och politisk låtskrivare, verksam under pseudonymen Alexander Ott. Schmidt var verksam i Östtyskland och gav även många utländska sånger tysk tolkning, inte minst musik från Sovjetunionen.